# Römische Steindenkmäler aus Intercisa

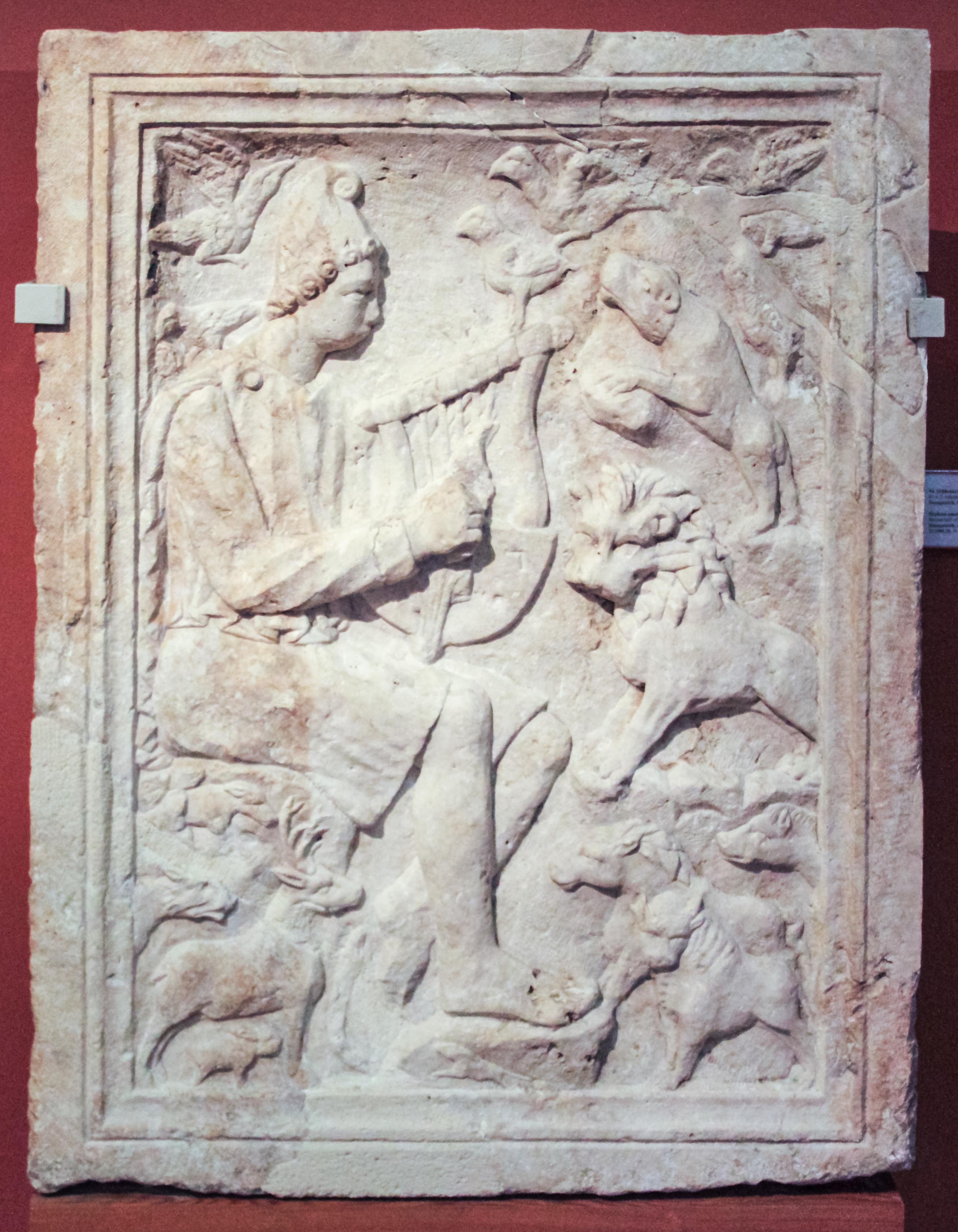
Orpheus auf dem Relief eines Grabbaus aus Intercisa, zweite Hälfte des 2. Jahrhunderts

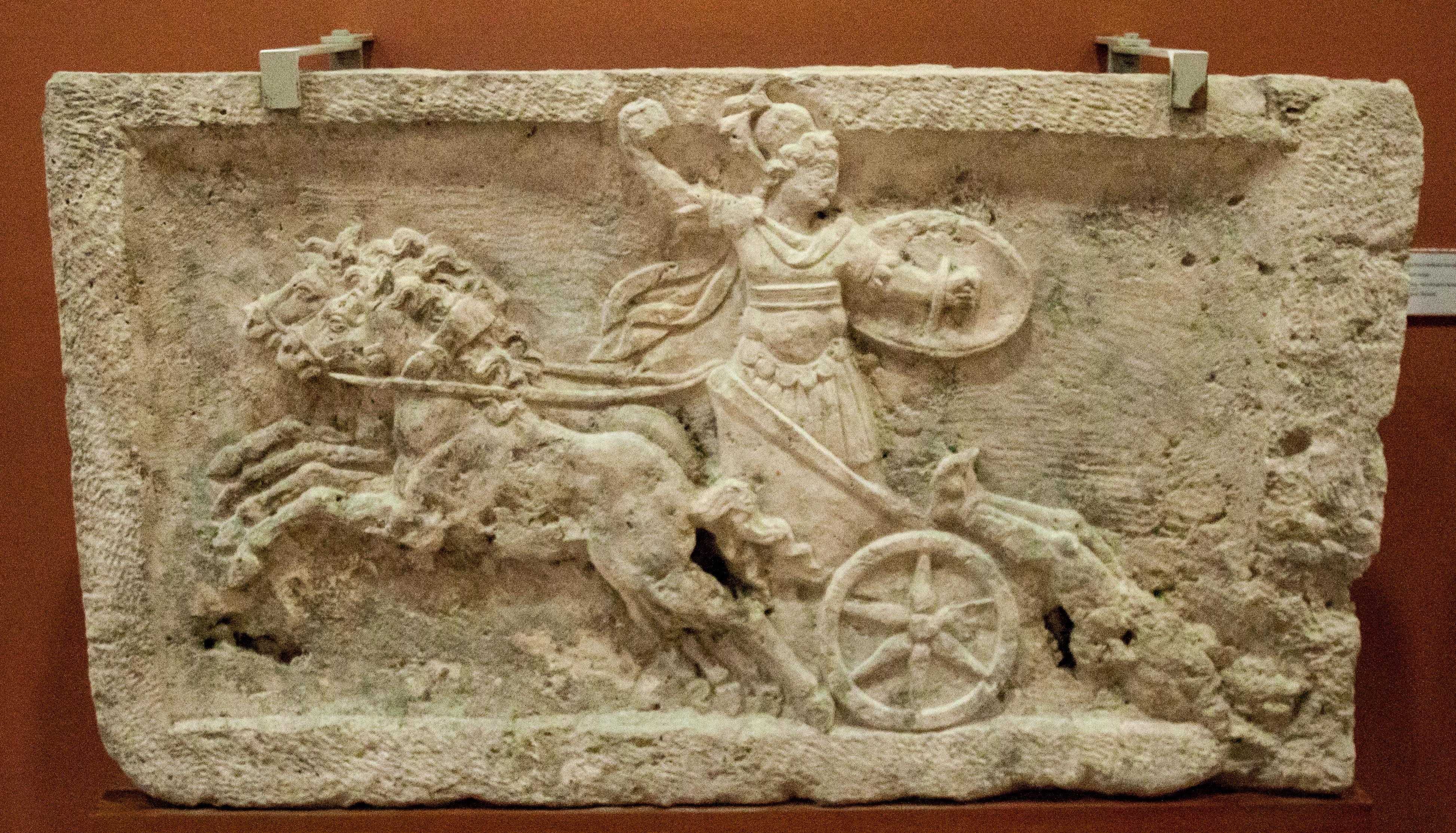
Achilleus schleift den toten Körper Hektors. Relief von einem Grabbau aus Intercisa, zweite Hälfte des 2. Jahrhunderts

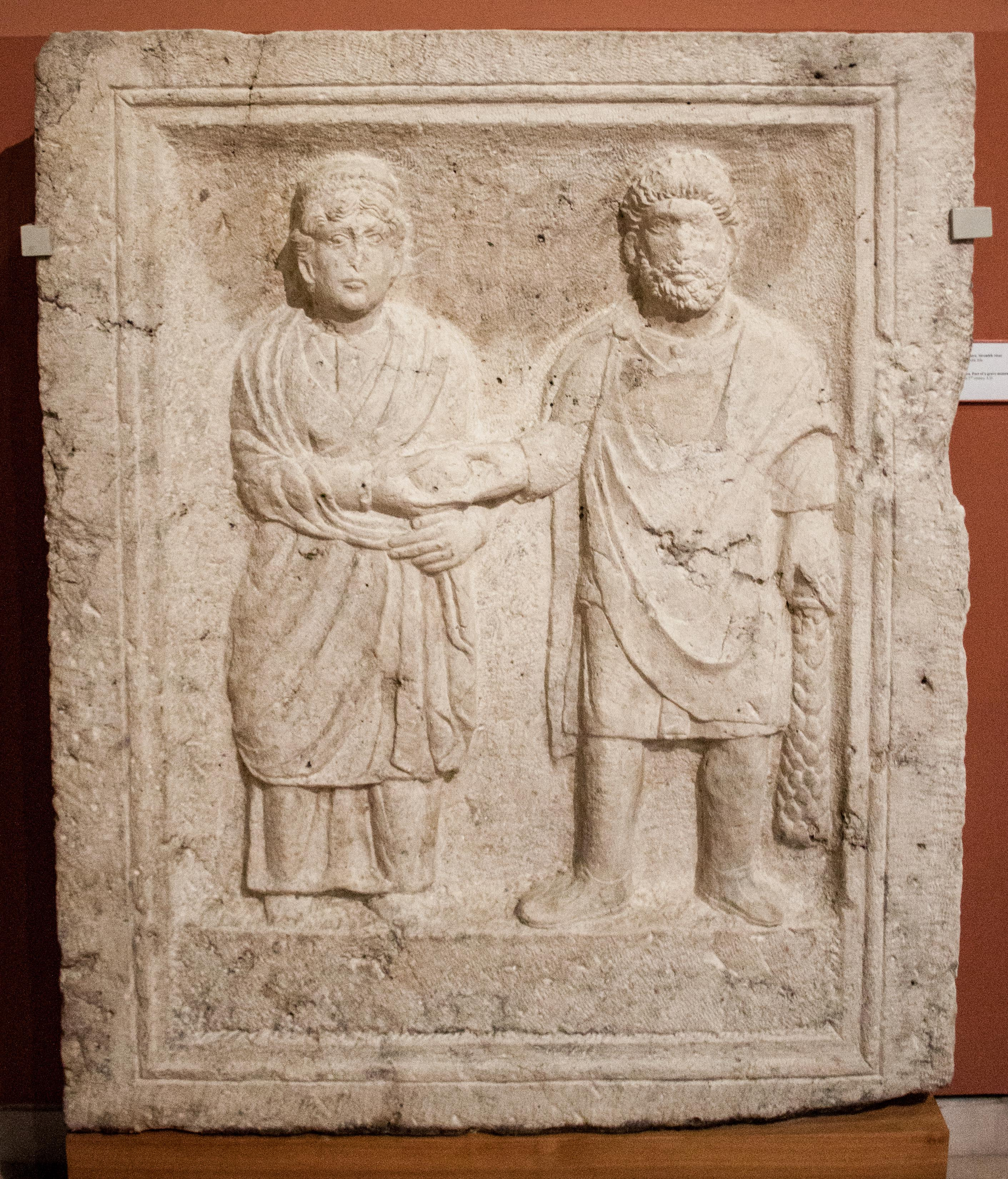
Herakles und Hera; Relief von einem Grabbau aus Intercisa, 2. Jahrhundert

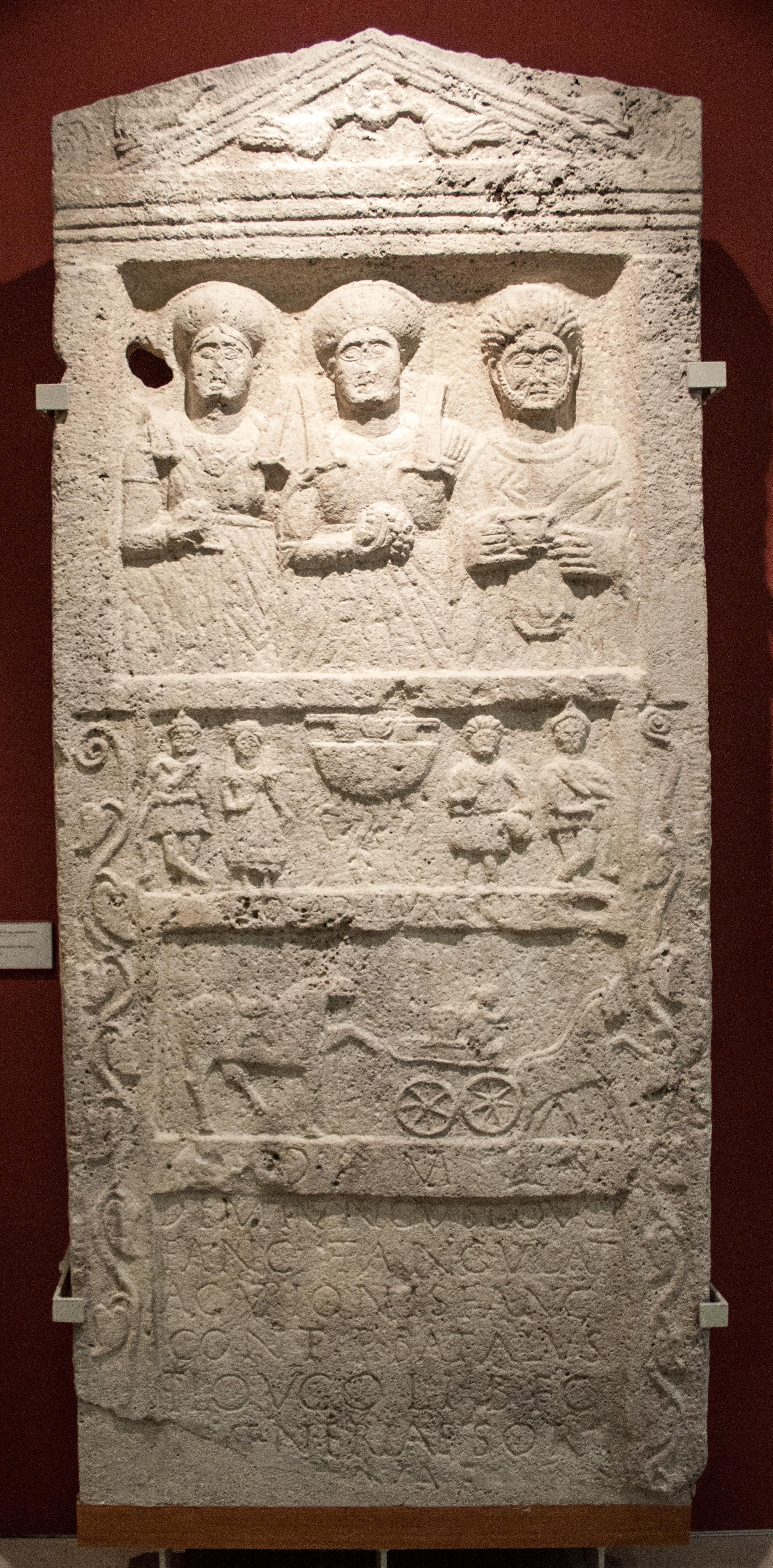
Grabstein einer einheimischen Familie: Demiuncus und seine Frau Angulata, 117–138 n. Chr.

Die Römischen Steindenkmäler aus Intercisa stammen aus den Gräberfeldern und dem Umfeld des Lagerdorfes (Vicus) am Kastell Intercisa. Dieses einst für die Überwachung des Limes Pannonicus zuständige römische Militärlager liegt heute auf dem Gebiet der ungarischen Stadt Dunaújváros im Komitat Fejér. Aufgrund der großflächigen Grabungen im 20. Jahrhundert konnte eine außerordentlich große Zahl an Steindenkmälern für die Nachwelt gerettet werden.
Die für einen Vicus reichen Inschriftenfunde, insbesondere von Grabsteinen und Altären, nehmen einen breiten Raum im Bestand ein. Inschriften, die hier nicht erwähnt werden, finden sich auch im Hauptartikel zum Kastell.
- Aus der Frühzeit Intercisas stammt die Grabstele eines einheimischen Eraviskers, die im oberen Bereich eine offene vierrädrige Kutsche mit Kutscher, einer Dame im Lehnsessel und einer Dienerin zeigt. Zu Lebzeiten errichtete diese Stele ein gewisser Asulus, Sohn des Blatumarus, für sich, seine 30-jährige Frau Deiva, die Tochter des Namioriginis und ihren sechsjährigen Sohn Blatumarus.[1]

- Eine qualitätvolle Grabinschrift aus der ersten Hälfte des 3. Jahrhunderts, die von zwei geflügelten Eroten flankiert wird, fand sich sekundär verwendet in einem spätrömischen Grab. Der mit 70 Jahren Verstorbene, Aurelius Isauricius Verecundus, stammte aus Syrien und war als ehemaliger Schwadronführer (Decurio) ein Veteran der damals in Intercisa stationierten Cohors milliaria Hemesenorum. Er hinterließ seine Frau Aurelia Isauricia Scribonia, die Söhne Isauricius Verecundus und Isauricius Marcus sowie die Tochter Aurelia Verecunda.[2]

- Calventius, ein Beneficiarius consularis, löste ein Gelübde an den Gott der Fruchtbarkeit, Liber Pater, ein.[3]

- Gleiches tat ebenfalls für Liber Aurelius Monimus, ein Veteran, während der ersten Hälfte des 3. Jahrhunderts.[4]

- Ebenfalls in der ersten Hälfte des 3. Jahrhunderts entstand die qualitätvolle Inschriftenplatte für den Ex-Decurio der Cohors milliaria Hemesenorum, Marcus Aurelius Monimus, der aus der syrischen Stadt Hemesa stammte und als Veteran mit 64 Jahren verstarb. Seine Frau Iulia Ticima und sein Sohn Aurelius Iulianus, ein Stallmeister beim Stab des consularischen Statthalters bzw. Heerführers, ließen für ihn ein Grabmal erbauen.[5]

- Am Ende des 1. oder im frühen 3. Jahrhundert verstarb nach 24 Dienstjahren im Alter von 45 Jahren der Beneficiarius tribuni cohortis Aurelius Monimus, der zur Cohors milliaria Hemesenorum gehört hatte. Sein Freigelassener G[…] Bassus setzte ihm den Grabstein.[6]

- In die Zeit zwischen 222 und 235 datiert eine in der Wissenschaft kontrovers diskutierte Weiheinschrift aus der jüdischen Gemeinde in Intercisa. Die Inschrift ist von einer Tabula ansata umrahmt und dem Deus Aeternus – dem ewigen Gott – sowie dem Wohlergehen des damals regierenden Kaiser Severus Alexander (222–235) und der Kaisermutter Julia Mamaea gewidmet. Der Dedikant, ein gewisser Cosmius, war als Leiter der Zoll- beziehungsweise Straßenstation (Praepositus stationis) und möglicherweise als Vorsteher der örtlichen Synagoge (Synagoga Iudeorum) tätig. Wie die Inschrift verrät, erfüllte er mit dem Stein ein Gelübde.[7] Die Inschrift ist ein Zeugnis für die Verflechtung von monotheistischem Glauben und Kaiserkult.[8]

- Ein weiterer Veteran und Ex-Decurio der in Syrien ausgehobenen Cohors milliaria Hemesenorum, Marcus Aurelius Primianus, hatte sich und den seinen bereits zu Lebzeiten eine Grabinschrift anfertigen lassen. Auf dieser ist sein Lebensalter mit 50, das seiner Frau Septimia Grata mit 36 und das ihrer Tochter Aurelia Ianuaria mit 20 Jahren angegeben.[9]

- Auf seinem Grabstein hat der Legionssoldat Marcus Aurelius Malcihianus von der Legio II Adiutrix im ausgehenden 2. oder im 3. Jahrhundert Stationen seiner zum Zeitpunkt der Inschriftenerstellung offensichtlich noch nicht beendeten Karriere verzeichnen lassen. Zuerst als Feldzeichenträger (Signifer cohortis) der Cohors milliaria Hemesenorum tätig, war er später in den Rang eines Zahlmeisters (Summus curator) aufgestiegen und zuletzt als Rittmeister im Stab des Statthalters tätig (Strator officii consularis). Als seine Ehefrau Pulchra den Grabstein setzen ließ, war der Verstorbene mindestens 55 Jahre alt. Die Inschrift ist an dieser Stelle leider beschädigt.[10]

- Zwischen 230 und 240 entstand die Grabinschrift des mit 55 Jahren verstorbenen Marcus Aurelius Monimus, eines Veteranen der Legio II Adiutrix. Sein Vater, Sabinus, war ein Veteran im syrischen Hemesa gewesen, aus dem die Familie stammte. Die Frau des Marcus Aurelius Monimus, Aurelia Alexandria, hatte 35 Jahre gelebt und ihre Tochter Aurelia Athenu 20 Jahre. Der Sohn und Legionssoldat Aurelius Alexander, ein Librarius officii praesidis, hatte den Seinen das Grabmal erbauen lassen.[11]

- Marcus Ulpius Iulianus war ein Veteran und ehemaliger Centurio, bevor er mit 64 Jahren starb.[12]

- Marinus Silvanus, ein Soldat der Cohors milliaria Hemesenorum diente bereits 28 Jahre, als er mit 52 Jahren verstarb. Ihm setzte Marcus Aurelius, ein Kamerad, den Grabstein.[13]

- Im späten 2. oder im 3. Jahrhundert verstarb mit 16 Jahren und 7 Monaten Aurelius Maximianus, ein Soldat der Cohors milliaria Hemesenorum, der bereits einen zweijährigen Militärdienst abgeleistet hatte, sowie sein elfjähriger Bruder Aurelius Priscus. Ihnen setzte der Kohortensoldat Aurelius Bassus als Erbe den Grabstein.[14]

- Als Marcus Aurelius Bassus begrub möglicherweise der zuvor genannte Soldat auch seine 32-jährige Frau Septimia Constantina und seine einjährige Tochter Aurelia Florentina.[15]

- In die Spätantike gehört die Porträtstele des Beneficiarius Aurelius Valens. Die rustikale Steinarbeit zeigt den Verstorbenen, einen Kavalleristen, in seiner spätrömischen Militärausrüstung mit einem Militärmantel (Sagum), den eine Fibel hält, langer Ärmeltunica (Tunica manicata) und einem Gürtel mit Ringschnalle. Bewaffnet ist er mit einem Schwert. Den Grabstein setzte ihm sein Bruder Aurelius Monimus, der gleichfalls als Reiter (eques) einer Kavallerieeinheit angehörte.[16]

- Wie ein im Südvicus entdeckter Altar zeigte, löste der Beneficiarius consularis Lucius Antonius Honoratus im Jahr 181 ein Gelübde an Jupiter ein.[17]

- Ein Weihealtar, der in die erste Hälfte des 3. Jahrhunderts datiert, wurde von dem Signalbläser Antonius dem Heilgott Asklepios gewidmet. Antonius hat seinen Beruf höchstwahrscheinlich bei der  Cohors milliaria Hemesenorum ausgeübt.[18]

- Für sich und die seinen stiftete der Centurio Marcus Aurelius in die erste Hälfte des 3. Jahrhunderts einen Altar für Jupiter.[19]

- Der zur syrischen Cohors milliaria Hemesenorum gehörende Kohortenoptio Aurelius Barsamsus, dessen latinisierter Name die orientalische Herkunft nicht verleugnen kann, weihte in der ersten Hälfte des 3. Jahrhunderts einen Altar für den Sonnengott Sol, der in seiner Heimat große Verehrung genoss.[20][21]

- Für Jupiter, dessen Frau Juno und Liber Telluris stiftete der Stallmeister beim Stab des konsularischen Statthalters bzw. Heerführers, Aurelius Barsamsus – derselbe Mann der in der Inschrift oben als Optio genannt wird[22] – einen Altar.[23]

- Dem Jupiter Culminaris weihte Aurelius Herculanus von der  Cohors milliaria Hemesenorum einen Stein.[24]

- Die Veteranen der  Cohors milliaria Hemesenorum weihten der Jagdgöttin Diana Augusta sowie dem damals regierenden Kaiser Alexander Severus (222–235) einen Altar.[25]

- Der Jagdgöttin Diana weihten Fuscus, Priscianus und Valerianus im Jahr 228 im Kastellbad einen konsuldatierten Altar.[26]

- Im 3. Jahrhundert weihte der Sklave Eutyches seinen Stein dem Dobras, einem Reitergott, der auf dem dazugehörigen Relief mit wehendem Militärmantel einen Gegner niederreitet.[27]